# Maarten Schmidt
Maarten Schmidt (28. prosince 1929 Groningen – 17. září 2022) byl nizozemský astronom, který změřil vzdálenost kvasarů.
Narodil se v Groningenu. Studoval pod vedením Jana Oorta, doktorát získal v roce 1956 na Leidenské observatoři.
V roce 1959 odešel do Spojených států, kde začal pracovat na Kalifornském technologickém institutu. Zpočátku pracoval na teoriích týkajících se rozdělení hmotnosti a dynamiky galaxií. Zvláštní zmínku si zaslouží jeho formulace z tohoto období, takzvaný Schmidtův zákon, který dává do vztahu hustotu mezihvězdného plynu a rychlost tvorby hvězd vyskytujících se v tomto plynu. Později začal studovat lehká spektra radiových zdrojů. V roce 1963 s použitím slavného dvousetpalcového teleskopu v observatoři Palomar identifikoval viditelný objekt odpovídající jednomu z těchto radiových zdrojů. Tento objekt je znám jako 3C 273 a Schmidt studoval také jeho spektrum. Zatímco jeho vzhled připomínající hvězdu napovídal, že je objekt relativně blízko, jeho rudý posuv 0,158 ukazoval, že leží daleko za hranicemi naší Galaxie a také jeho mimořádnou svítivost. Schmidt nazval 3C 273 kvazi stelárním objektem, neboli kvasarem. Od té doby byly identifikovány tisíce kvasarů.
V roce 1980 získal Zlatou medaili Královské astronomické společnosti, v roce 1992 medaili Catheriny Bruceové. Jmenuje se po něm asteroid 10430.